# Gustav Beuer
Gustav Beuer (geboren 24. Februar 1893 in Reichenberg, Österreich-Ungarn; gestorben 18. März 1947 in Ostberlin) war ein tschechoslowakischer kommunistischer Politiker.

## Leben
Gustav Beuer absolvierte in Reichenberg die Lehrerbildungsanstalt. Er wurde Mitinhaber einer Exportfirma in Gablonz. Er schloss sich der Sozialdemokratischen Partei an. Beuer war Soldat im Ersten Weltkrieg und wurde nach Kriegsende in der neu gegründeten Tschechoslowakei Mitglied der Deutschen sozialdemokratischen Arbeiterpartei (DSAP) und Bürgermeister in Morchenstern. Beuer war dann 1921 Mitgründer der Kommunistischen Partei (KSČ).
Er wurde 1935 für die KSČ in das tschechoslowakische Abgeordnetenhaus gewählt. Beuer war mit Elisabeth Fellinghauer verheiratet (1889–1971).
1939 floh er nach Großbritannien und wurde unter den 800 kommunistischen vorwiegend deutschsprachigen Emigranten Leiter der sogenannten Beuer-Gruppe. Nach Abschluss des Hitler-Stalin-Paktes 1939 wandte er sich entsprechend der Moskauer Politik gegen den Führer der bürgerlichen tschechischen Emigration Edvard Beneš. Wie viele deutsche Flüchtlinge wurde auch Beuer Anfang des Zweiten Weltkriegs in England als Enemy Alien interniert. Nach dem deutschen Überfall auf die Sowjetunion 1941 musste er einen erneuten politischen Kurswechsel mitvollziehen. Seine Gruppe ging 1942 mit der Zinnergruppe zusammen.
Er wurde ein Verfechter der Aussiedlungspolitik, die von Beneš betrieben und nun auch von der Führung der KSČ befürwortet wurde. 1943 war er Gründer des Sudetendeutschen Ausschusses – Vertretung der demokratischen Deutschen aus der CSR. Mit Hubert Ripka war er Herausgeber der Propagandazeitung Zukunft.
Nach Kriegsende kehrte er zunächst in das Sudetenland zurück und emigrierte dann nach Ostberlin. Er wurde Mitglied der SED. Sein jüngerer Bruder Otto Beuer (1898–1986) war in der DDR kurze Zeit Volkskammerabgeordneter.

## Schriften (Auswahl)
- Sudeten-Deutsche wohin? : Probleme des sudetendeutschen Anti-Hitler-Kampfes. Vorwort Jan Šverma. London : Lofox, um 1943
- Hubert Ripka; Gustav Beuer: Die Zukunft der tschechoslowakischen Deutschen. London : Einheit, 1944
- Berlin Or Prague?: The Germans of Czechoslovakia at the Cross-roads. London : Lofox, 1944
- New Czechoslovakia and her historical background. London : Lawrence & Wishart, 1947